# Négociations sur le démantèlement de l'apartheid en Afrique du Sud

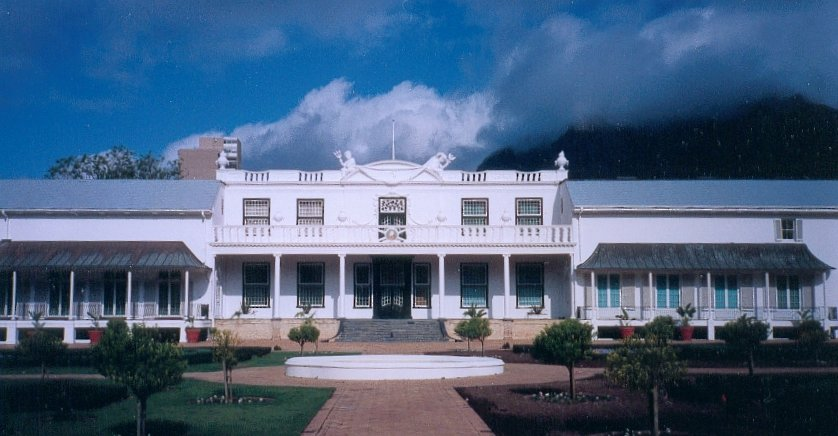
De Tuynhuis, résidence du chef de gouvernement au Cap (1991).

Les négociations sur le démantèlement de l'apartheid en Afrique du Sud se sont tenues entre 1990 et 1993 au travers d'étapes menées par le gouvernement de Frederik de Klerk.
Elles débutent par une rencontre entre le Congrès national africain et le gouvernement, le 4 mai 1990, à la résidence présidentielle de Groote Schuur, laquelle donne lieu à la signature de l'« accord de Groote Schuur » (Groote Schuur minute).
Ces négociations, visant à mettre un terme à l'apartheid et à négocier une nouvelle constitution sud-africaine, se tiennent entre le gouvernement de Klerk, le Parti national (NP) au pouvoir et le Congrès national africain (ANC), avec le concours de nombreuses autres organisations politiques parlementaires ou non-parlementaires. 
Les négociations se déroulent dans le contexte d'une importante violence politique dans le pays. Il existe à cette époque des allégations quant à l'existence d'une force subventionnée par l’État pour déstabiliser le pays.
En 1991, de Klerk crée la Commission Goldstone afin d'enquêter sur ces violences et, si possible, les prévenir. Celle-ci permet notamment la mise au jour de l'existence d'une unité secrète de contre-terrorisme, le Vlakplaas, lié aux services de sécurité de la police sud-africaine, alors dirigé par le colonel Eugene de Kock (arrêté en 1995).
Les négociations ont pour résultat les premières élections multiraciales au suffrage universel de l'histoire de l’Afrique du Sud en 1994, qui sont remportées par le Congrès national africain.